# Hagar Rublev
Hagar Rublev o Hagar Roublev (Israel, 9 de enero de 1954-Paros, 21 de agosto de 2000) es una figura histórica del activismo pacifista de mujeres, feminista y luchadora por los derechos de las lesbianas. Cofundó en Israel el 9 de enero de 1988 el movimiento internacional de mujeres pacifistas Mujeres de Negro para protestar contra la ocupación y contra la violación de los derechos humanos del ejército israelí en los Territorios Palestinos, que es referente de muchas mujeres pacifistas de todo el mundo. También fundó la organización Bat Shalom, formada por mujeres judías y palestinas israelíes que trabajan por la paz. Reivindicó los derechos de las mujeres y el derecho a ejercer libremente su sexualidad sin presiones sociales y religiosas.

## Trayectoria
Desde muy joven, militó en movimientos políticos para luchar contra el trato de Israel hacia el pueblo palestino. Estuvo a favor de la creación de un Estado binacional laico para israelíes y palestinos. En junio de 1967, el Gobierno de Israel ocupó unos territorios palestinos distintos a los que se habían acordado en el Plan de Repartición de la Organización de las Naciones Unidas de 1948. Desde aquella operación, Rublev comenzó su lucha contra la política belicista del Gobierno de su país y se unió a movimientos políticos que reclamaban el abandono incondicional de los Territorios Ocupados. Por ello, trabajó entre 1984 y 1987 en la oficina de la Organización para la Liberación de Palestina (OLP) en París. A los pocos meses de volver de París, en diciembre de 1987, se produjo el levantamiento de la población palestina de los Territorios Ocupados de Cisjordania y la Franja de Gaza contra el Gobierno de Israel en la primera Intifada. El 9 de enero de 1988, Rublev salió a la calle con unas compañeras pacifistas y feministas para mostrar su oposición al Gobierno e identificarse con el dolor del pueblo palestino. Eran ocho mujeres con ropa negra, caminaban en silencio y llevaban pancartas en inglés, hebreo y árabe en las que pedían que se parase la ocupación y expresaban que no querían ser el enemigo. Esto fue el nacimiento de Mujeres de Negro de Israel. Después de esta primera vez, decidieron salir todos los viernes de una a dos de la tarde, que era el momento en que la Plaza de París, en el Jerusalén occidental, estaba más concurrida.
En 1994, convencida de que era necesario tender lazos con las mujeres palestinas y tras acciones previas, cristalizó Bat Shalom (Hijas de la Paz), una organización nacional feminista israelí formada por mujeres judías y palestinas israelíes que trabajan juntas para lograr la paz basada en una resolución justa del conflicto entre Israel y Palestina, el respeto de los derechos humanos y la igualdad de voz de las mujeres judías y árabes en la sociedad israelí, del que fue directora política desde finales de 1999 hasta agosto del 2000. Junto a su compañera Edna Yam, explicó que su activismo les ocasionaba problemas con sus propios compatriotas, que las consideran traidoras al Estado judío.
Durante los meses anteriores a su muerte, estaba trabajando en varias líneas. Una eran los derechos de los refugiados palestinos retornados, que no habían sido tenidos en cuenta en las negociaciones de paz entre el gobierno israelí y la Autoridad Nacional Palestina. Otra era la información y la denuncia de la actividad del estado israelí en relación con el armamento atómico y se sumó a la campaña por la excarcelación de Mordejái Vanunu, un técnico nuclear condenado a 18 años de cárcel por haber revelado la producción secreta de la central atómica de Dimona. En septiembre de 1999, participó en el último encuentro internacional de Mujeres de Negro celebrado en Montenegro. Murió de un infarto el 21 de agosto del 2000 cuando se encontraba de vacaciones en Paros (Grecia).